# 임상신경과학
임상신경과학은 뇌와 중추 신경계의 질병과 장애의 근간이 되는 기본 메커니즘에 대한 과학적 연구에 중점을 둔 신경과학의 한 분야이다. 그것은 그러한 장애를 개념화하고 진단하는 새로운 방법을 개발하고 궁극적으로 새로운 치료법을 개발하는 것을 추구한다.
임상 신경 과학자는 해당 분야에 전문 지식을 갖춘 과학자이다. 모든 임상의가 임상신경과학자는 아니다. 정신과 의사, 신경과 의사, 임상심리학자, 신경과학자, 기타 전문가를 포함한 임상의 및 과학자는 신경생물학적 장애를 예방 및 치료, 진단하는 방법을 개발하기 위해 일반적인 신경과학이나 특히 임상 신경과학의 기초 연구 결과를 사용한다.
신경과, 신경외과, 정신의학이 신경과학 정보를 사용하는 주요 의학적 전문분야인 반면, 인지신경과학, 신경방사선과, 신경병리학, 안과, 이비인후과, 마취과, 재활의학과 같은 다른 전문 분야도 이 분야에 기여할 수 있다. 심리 치료, 사회 정신 의학, 사회심리학과 같은 다른 전통과 함께 신경 과학 관점을 통합하는 것이 점점 더 중요해질 것이다.

## 같이 보기
- 신경정신병학
- 신경심리학
- 인지신경과학